# ونشوره
ونشوره (به لاتین: Węsiory) یک روستا در لهستان است که در گمینا سولنچنو واقع شده‌است. ونشوره ۷۴۵ نفر جمعیت دارد.